# Peter Gemeinhardt
Peter Gemeinhardt (* 3. Januar 1970 in Hamburg) ist ein deutscher evangelischer Theologe. Er ist seit 2007 Professor für Kirchengeschichte an der Theologischen Fakultät der Georg-August-Universität Göttingen und war von 2015 bis 2020 Sprecher des DFG-Sonderforschungsbereichs „Bildung und Religion in den Kulturen des Mittelmeerraums und seiner Umwelt von der Antike bis zum Mittelalter und zum Klassischen Islam“.

## Leben
Gemeinhardt studierte von 1990 bis 1996 evangelische Theologie in Marburg und Göttingen und war Stipendiat der Studienstiftung des deutschen Volkes. 2001 promovierte er bei Wolfgang A. Bienert in Marburg im Fach Kirchengeschichte. 2003 wurde Gemeinhardt zum Pfarrer der Evangelischen Kirche von Kurhessen-Waldeck (EKKW) ordiniert. Von 2003 bis 2006 war er Martin-Bucer-Stipendiat der EKKW und habilitierte sich 2006 bei Martin Wallraff für das Fach Kirchengeschichte an der Friedrich-Schiller-Universität Jena, an der er von 2006 bis 2007 die Professur für Kirchengeschichte (Patristik) vertrat. 2006 erhielt er einen Ruf auf die Professur für Kirchen- und Dogmengeschichte (Schwerpunkt: Alte Kirche) an der Evangelisch-Theologischen Fakultät der Johannes Gutenberg-Universität Mainz, 2007 einen Ruf auf die Professur für Kirchengeschichte an der Theologischen Fakultät der Georg-August-Universität Göttingen. Von 2013 bis 2014 war er Studiendekan der Theologischen Fakultät, seit 2021 ist er ihr Dekan.
Von 2015 bis 2020 wurde der von ihm initiierte Sonderforschungsbereich „Bildung und Religion in den Kulturen des Mittelmeerraums und seiner Umwelt von der Antike bis zum Mittelalter und zum Klassischen Islam“ (SFGB 1136) von der Deutschen Forschungsgemeinschaft (DFG) gefördert.
Gemeinhardt war von 2010 bis 2014 Sprecher des Courant-Forschungszentrums EDRIS (Education and Religion From Early Imperial Roman Times to the Classical Period of Islam) an der Universität Göttingen und von 2007 bis 2012 Mitglied des Trägerkreises des DFG-Graduiertenkollegs „Götterbilder – Gottesbilder – Weltbilder“. Seit 2007 ist er Mitglied des Wissenschaftlichen Beirats des Konfessionskundlichen Instituts des Evangelischen Bundes in Bensheim.
Peter Gemeinhardt ist mit der Lehrerin Bettina Gemeinhardt geb. Süß verheiratet. Sie haben drei Kinder.

## Veröffentlichungen
- Did Late Ancient Christianity Depend on Classical Paideia, and Did It Ever Get Rid of It? EB Verlag, Berlin 2024, ISBN 978-3-86893-484-7.
- Geschichte des Christentums in der Spätantike. Mohr Siebeck, Tübingen 2022, ISBN 978-3-16-156423-9.
- Athanasius von Alexandrien: Vita Antonii. Leben des Antonius. Eingeleitet, übersetzt und kommentiert (= Fontes Christiani. Band 69). Herder, Freiburg/Basel/Wien 2018, ISBN 978-3-451-30974-8.
- Die Kirche und ihre Heiligen. Studien zu Ekklesiologie und Hagiographie in der Spätantike (= Studien und Texte zu Antike und Christentum. Band 90). Mohr Siebeck, Tübingen 2014, ISBN 978-3-16-152717-3.
- Antonius, der erste Mönch: Leben – Lehre – Legende. C. H. Beck, München 2013, ISBN 978-3-406-64658-4 (italienische Übersetzung 2015).
- Peter Gemeinhardt, Sebastian Günther (Hrsg.): Von Rom nach Bagdad: Bildung und Religion von der römischen Kaiserzeit bis zum klassischen Islam. Mohr Siebeck, Tübingen 2013, ISBN 978-3-16-151679-5.
- Peter Gemeinhardt, Katharina Hayden (Hrsg.): Heilige, Heiliges und Heiligkeit in spätantiken Religionskulturen (= Religionsgeschichtliche Versuche und Vorarbeiten. Band 61). De Gruyter, Berlin/Boston 2012, ISBN 978-3-11-028391-4.
- Peter Gemeinhardt (Hrsg.): Athanasius-Handbuch. Mohr Siebeck, Tübingen 2011, ISBN 978-3-16-150079-4.
- Die Heiligen. Von den frühchristlichen Märtyrern bis zur Gegenwart. C. H. Beck, München 2010, ISBN 978-3-406-58798-6.
- Peter Gemeinhardt, Bernd Oberdorfer (Hrsg.): Gebundene Freiheit? Bekenntnisbildung und theologische Lehre im Luthertum (= Die Lutherische Kirche, Geschichte und Gestalten. Band 25). Gütersloher Verlagshaus, Gütersloh 2008, ISBN 978-3-579-05780-4.
- Das lateinische Christentum und die antike pagane Bildung (= Studien und Texte zu Antike und Christentum. Band 41). Mohr Siebeck, Tübingen 2007, ISBN 978-3-16-149305-8.
- Die Filioque-Kontroverse zwischen Ost- und Westkirche im Frühmittelalter (= Arbeiten zur Kirchengeschichte. Band 82). Walter de Gruyter, Berlin/New York 2002, ISBN 3-11-017491-X (Rezension: Wolfram Kinzig in: FAZ, 11. April 2003).
- Peter Gemeinhardt, Carsten Könneker, Arnd Florack (Hrsg.): Kultur und Wissenschaft beim Übergang ins „Dritte Reich“. Tectum Verlag, Marburg 2000, ISBN 3-8288-8120-3.